# Breckenridge
Breckenridge je město ve střední části Colorada, ve Spojených státech amerických. Leží v okrese Summit County, přibližně 100 km jihozápadně od Denveru. Město bylo založeno roku 1859. Okolo 250 původních budov ve městě je zapsáno v Národním registru historických míst (National Register of Historic Places).
Breckenridge má rozlohu 15,5 km2 a žije zde okolo 4 500 obyvatel.

## Historie
Město bylo založeno jako jedno z prvních v Coloradu, kde se těžilo zlato. Ve 40. letech 20. století byla těžba ukončena, což vedlo k odchodu velkého počtu obyvatel. Na počátku 60. letech zde byl otevřen jeden z prvních velkých resortů sjezdového lyžování. Od té doby město žije především z turistického ruchu.

## Geografie
Breckenbridge leží v údolí obklopeném horami pohoří Mosquito Range, respektive jeho severního výběžku nazývaného Tenmile Range. Některé vrcholy hor mají nadmořskou výšku vyšší než 4 000 metrů. Mosquito Range je součástí Jižních Skalnatých hor. Lesy v okolí jsou součástí Arapaho National Forest.

### Podnebí
Breckenridge má subpolární podnebí. Léta jsou mírná až teplá, zimy velmi chladné se sněhem. Srážky se vyskytují v průběhu celého roku, kulminují v červenci a srpnu. Celkový roční úhrn srážek je 515 mm.

| Breckenridge – podnebí                 | Breckenridge – podnebí | Breckenridge – podnebí | Breckenridge – podnebí | Breckenridge – podnebí | Breckenridge – podnebí | Breckenridge – podnebí | Breckenridge – podnebí | Breckenridge – podnebí | Breckenridge – podnebí | Breckenridge – podnebí | Breckenridge – podnebí | Breckenridge – podnebí | Breckenridge – podnebí |
| Období                                 | leden                  | únor                   | březen                 | duben                  | květen                 | červen                 | červenec               | srpen                  | září                   | říjen                  | listopad               | prosinec               | rok                    |
| -------------------------------------- | ---------------------- | ---------------------- | ---------------------- | ---------------------- | ---------------------- | ---------------------- | ---------------------- | ---------------------- | ---------------------- | ---------------------- | ---------------------- | ---------------------- | ---------------------- |
| Průměrné denní maximum [°C]            | −1,3                   | −1                     | 2,6                    | 6,8                    | 11,9                   | 18,4                   | 21,2                   | 21,2                   | 17,7                   | 11                     | 4,7                    | −1                     | 9,4                    |
| Průměrné denní minimum [°C]            | −17,6                  | −17,1                  | −13,1                  | −8,6                   | −3,9                   | −0,2                   | 2,9                    | 2,6                    | −1,6                   | −6,6                   | −12,1                  | −17,6                  | −7,7                   |
| Průměrné srážky [mm]                   | 37,8                   | 42,4                   | 45,5                   | 49,3                   | 42,4                   | 34,8                   | 60,7                   | 58,9                   | 37,6                   | 32,3                   | 34,8                   | 37,8                   | 514,3                  |
| Zdroj: Western Regional Climate Center |                        |                        |                        |                        |                        |                        |                        |                        |                        |                        |                        |                        |                        |